# ОКТА
ОКТА (рос. ОКТА (Опытная конструкция трехколесного автомобиля)) — перший в СРСР триколісний автомобіль саморобної конструкції. Виготовлений в місті Новочеркаську (Ростовська область) 1933 року в одному примірнику.

## Історія
На початку 1930-х років радянський автопром намагався створити простий, економічний автомобіль, що не вимагав великого догляду. В ті часи було створено багато прототипів. Одним з них була ОКТА, створена в 1933 році інженером Кіршевським (рос. Е. В. Киршевский), у місті Новочеркаськ (зараз на території Росії).

## Конструкція
Автомобіль був виконаний за триколісною схемою з одним заднім ведучим колесом. У передній частині автомобіля між колесами — мотоциклетний одноциліндровий (496 см ', 4 к. с.) двигун «Рудж». Підвіска передніх коліс зроблена незалежною, пружинною.
Компонування ОКТА таке, що два одномісних сидіння розташовані в машині за схемою тандем. Провідне колесо — заднє, причому колеса та шини (розміром 26X3, 25 ") — мотоциклетні. При дуже вузькій (1000 мм) колії та базі 1650 мм автомобіль вийшов дуже компактним (довжина 2500 мм) і легким (всього 236 кг). Його максимальна швидкість — 60 км/год.